# Kostel Nanebevzetí Panny Marie (Mariánské Lázně)
Kostel Nanebevzetí Panny Marie je římskokatolický děkanský kostel stojící uprostřed Goethova náměstí v Mariánských Lázních. Kostel byl postaven v novobyzantském slohu podle projektu architekta Johanna Gottfrieda Gutensohna. Staviteli byli Anton Thurner a Josef Kranner. Hlavním iniciátorem stavby nového kostela v Mariánských Lázních byl tepelský opat Marian Josef Heinl. Základní kámen byl položen v roce 1844 a kostel byl slavnostně vysvěcen v roce 1848. Je chráněn jako kulturní památka České republiky.

## Historie
Kostel v novobyzantském slohu byl postaven na místě zděné kaple Narození Panny Marie z roku 1820. Kaple byla ještě dvakrát stavebně rozšiřována (1835 a 1843), ale z kapacitních důvodů přestala vyhovovat a v roce 1848 byla stržena.
O výstavbu nového chrámu se zasloužil především tepelský opat Marian Heinl, který zřídil v Mariánských Lázních samostatnou farnost. Přál si vybudovat kostel, který by se stal důstojnou dominantou města. Proto bylo pro stavbu vybráno vyvýšené, ze všech stran dobře viditelné místo. Do Mariánských Lázní přijížděli hosté z Východu i Západu a proto bylo opatovým přáním vyjádřit v architektuře chrámu myšlenku spojení západní a východní křesťanské kultury. Tomu nejlépe odpovídala představa mnichovského architekta Johanna Gottfrieda Gutensohna, který navrhl chrám podle vzoru byzantských osmibokých staveb. Stavba byla zahájena v roce 1844 a dokončena byla v roce 1848. Nad hlavním vchodem do kostela byl umístěn znak zakladatele kláštera Teplá, blahoslaveného Hroznaty, tři jelení parohy ve zlatém poli. Uvnitř jsou písmena M. J. H. A. T. vyjadřující, že kostel dal postavit Marian Josef Heinl, tepelský opat (Marian Joannes Heinl Abbas Teplensis).
První zasvěcení (benedikci) kostela vykonal opat Marian Heinl dne 19. listopadu 1848. Oficiální zasvěcení (konsekrace) pražským arcibiskupem Bedřichem Schwarzenbergem proběhlo dne 8. září 1850.

## Popis stavby
Exteriér
Do kostela se přichází po 33 schodech, které představují dovršený věk Ježíše Krista. Tři podesty schodiště upomínají na tři klopýtnutí Krista při nesení kříže na Golgotu.
Půdorys kostela má tvar osmiúhelníku. Na východní straně se nachází půlkruhová apsida krytá nízkou plechovou střechou, nad níž přechází hlavní římsa v nízký trojúhelný štít. Mělký rizalit na západní straně je zakončen dvěma věžemi se zvonicemi a hodinami. Uprostřed, nad vchodem je umístěno velké rozetové okno se sklomalbou Panny Marie s Ježíškem od Josefa Krannera. Okno osvětluje galerii s kůrem a s varhanami. Trojice vysokých půlkruhových oken člení spolu s římsami fasádu v každém z osmi polí (kromě průčelí). Exteriér (i interiér) kostela je členěn osmi „vtaženými“ pilíři, na nichž jsou zvenku umístěny sochy andělů, které vytvořil Josef Max a v roce 1847 instaloval jeho žák Josef Paris.
Tři vchody do kostela jsou rámovány portály se třemi půlkruhovými tympanony a vyzdobené sochami Josefa Maxe. 
- Nad hlavním (západním) portálem to je vysoký reliéf sedící Panny Marie královny s korunou a žezlem, na jejím levém koleni sedí žehnající dítě Ježíš, mezi dvěma poklekajícími anděly po stranách.
- Na severním portálu je modlící se Panna Marie, evangelista Lukáš a král David. Nad portálem jsou osazeny sochy světců premonstrátského řádu, zakladatele řádu sv. Norberta a učence sv. Augustina.
- V tympanonu nad jižním portálem (který je trvale uzavřen), je reliéfní výjev Klanění tří králůː uprostřed trůnící Panna Marie s Ježíškem na klíně a se sv. Josefem v pozadí, přijímají adoraci Tří králů, kteří poklekají k Ježíškovi. Nad tympanonem jsou po stranách osazeny dvě sochy stojících apoštolů, sv. Petra a sv. Pavla.

Stavba kostela je završena osmibokým tamburem s pěticí půlkruhově zaklenutých oken v každé části. Tambur je zakryt nízkou stanovou střechou z eternitu.
Interiér
Prvním hlubokým dojmem na příchozí působí mohutná modrá klenba s množstvím hvězd (původně zlatých), připomínající noční oblohu. Dlažba kostela je geometricky uspořádaná, vzor ve tvaru čtyř velkých písmen M znamenajících: Marie, Mater Messiae Mundi (Marie, matka Spasitele světa) vychází na čtyři světové strany a vrací se do středu, který tvoří světový čtverec s kruhem, znak „věčného Boha“. V přízemí interiéru jsou mezi sloupy umístěny kaple, oddělené od vlastního prostoru trojdílnou arkádou. V patře se spojují arkády s galerií. V interiéru kostela se nachází mnoho uměleckých památek:
- hlavní oltář Panny Marie je dřevěný, zdobený štíhlými pilíři a lomenicí. Oltářní obraz od vídeňského malíře Carla von Hampela zobrazuje Pannu Marii stoupající k nebeským výšinám za dohledu dvou andělů, umístěných na horním okraji oltáře – sochařského díla Josefa Maxe. Po straně oltáře stojící sochy sv. Petra a sv. Jana a soška Dobrého pastýře nad kazatelnou jsou rovněž dílem Josefa Maxe.
- křtitelnice zdobená symboly čtyř evangelistů (Josef Max)
- postranní oltáře, zasvěcené sv. Norbertu a sv. Janu Nepomuckému se sochami sv. Antonína a sv. Františka Serafinského
- oltář Panny Marie Čenstochovské, tzv. „Černé Madony“ je darem polského lékaře Sigismunda von Dobieszewski, který působil koncem 19. století v Mariánských Lázních jako lázeňský lékař a redaktor lékařského časopisu Klinika. Obraz na oltáři Panny Marie Czenstochovské je kopií Černé Madony z paulinského kláštera v Jasné Hoře v polském městě Čenstochová, zhotovenou v roce 1891. Oltář zároveň připomíná, že v té době se do zdejších lázní přijíždělo léčit mnoho Poláků
- oltář sv. Norberta s obrazem tří mužů od malíře Gustava Kratzmanna z Chrastavy. Uprostřed stojící sv. Norbert, zakladatel premonstrátského řádu má po pravici klečícího bl. Hroznatu a po levici zakladatele zdejšího kostela opata Mariana Josefa Heinla
- oltářík sv. Josefa, s oltářním obrazem z roku 1888 od malíře Jana Kastnera (vlevo od oltáře sv. Norberta). Poblíž, u jižního vchodu je umístěna socha sv. Terezie z Lisieux, patronky misií
- dřevořezba v prostoru hlavního vchodu do kostela „Trůnící Matka Boží s děťátkem“ z Mayerova královského uměleckého ústavu v Mnichově (Mayerschen königliche Hof- und Kunstanstalt in München), dar Henrika Howarda, vévody z Norfolku za navrácení zdraví jeho manželce ve zdejších lázních
- sochy dvou andělů s miskami na svěcenou vodu (Josef Max)
- oltář Svatého Kříže s obrazem německého malíře Heinricha Mückeho
- oltářík sv. Tadeáše
- kazatelna je dílem architekta Hermanna Bergmanna a štukatérů Giovanni Pellegriniho z Prahy a Badera z Mnichova. Zdobí ji sochy Mojžíše a Elijáše, starozákonních proroků a sochy apoštolů sv. Petra a Pavla. Na střeše kazatelny jsou zobrazeny symboly Víry, Naděje a Lásky. Na spodní části stříšky je stříbrná holubice, znak Ducha svatého. Nahoře na kazatelně je již zmíněná Maxova soška Dobrého pastýře. Na zadní straně kazatelny jsou na tabuli uvedena jména tvůrců chrámu
- obrazy Křížové cesty z roku 1887 táhnoucí se po celém obvodu kostela jsou dílem malíře Josefa Mathausera
- varhany z roku 1848, umístěné nad vchodem do kostela pocházejí z dílny Jana Ferdinanda Gutha z Čisté u Rakovníka, mají 3 manuály, 45 rejstříků a 2800 píšťal
- novější socha bl. Hroznaty, českého šlechtice a zakladatele premonstrátského kláštera Teplá (kolem roku 1975) u jižního portálu

## Galerie

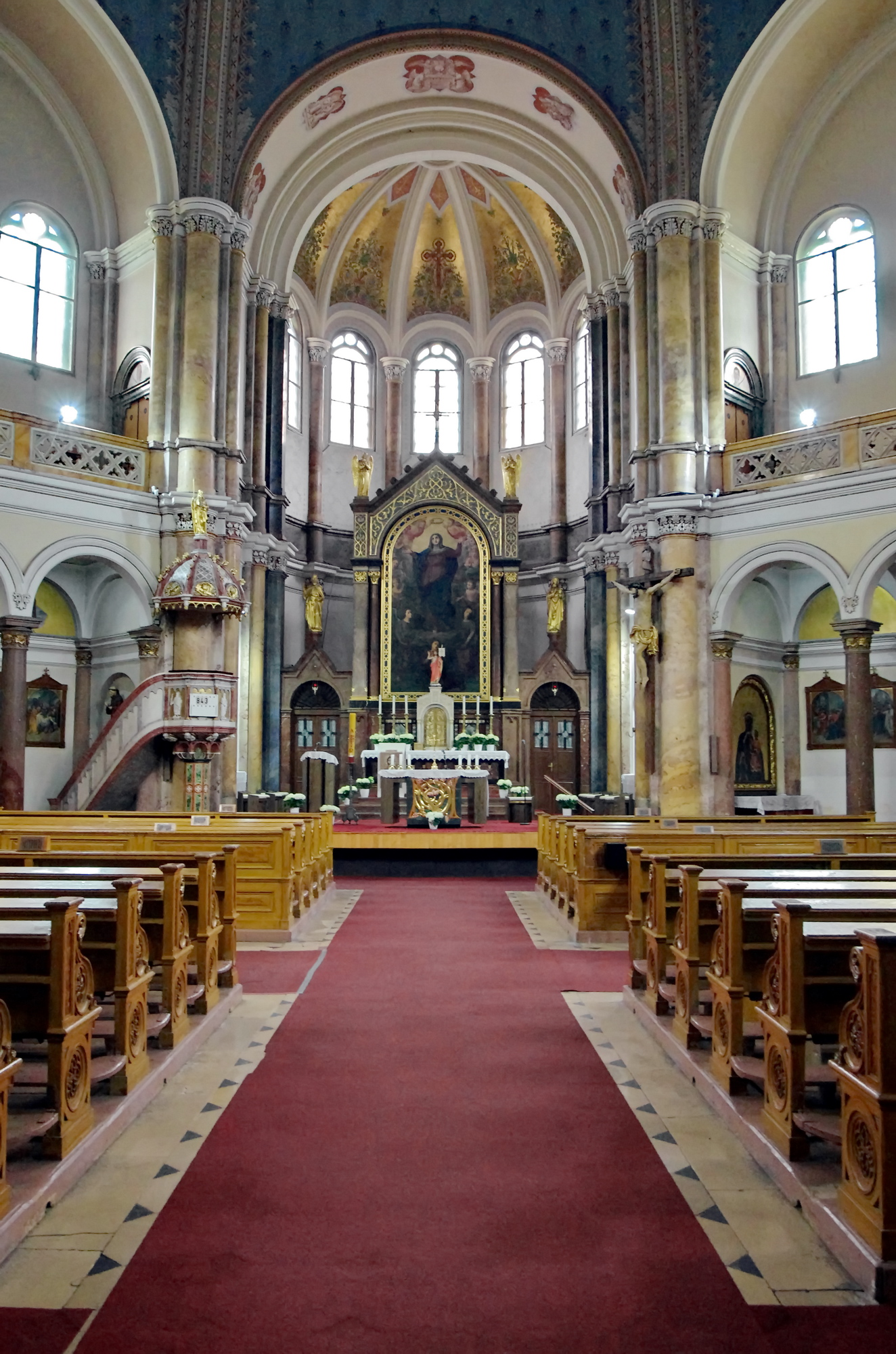
Interiér kostela
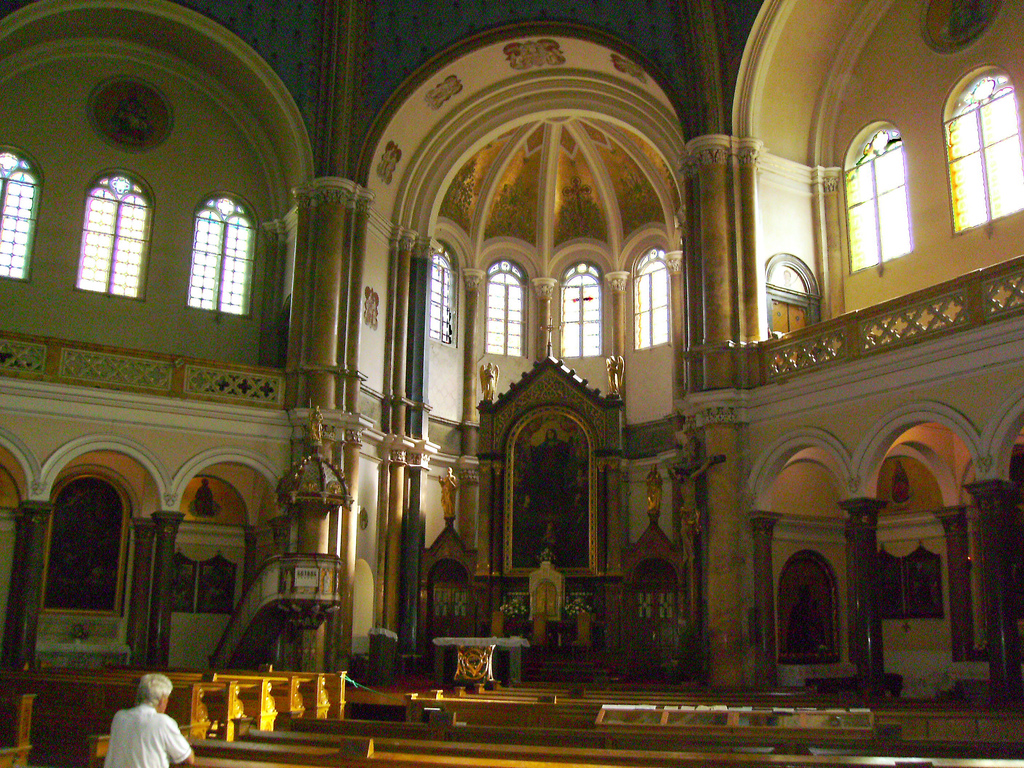
Interiér kostela (detail)
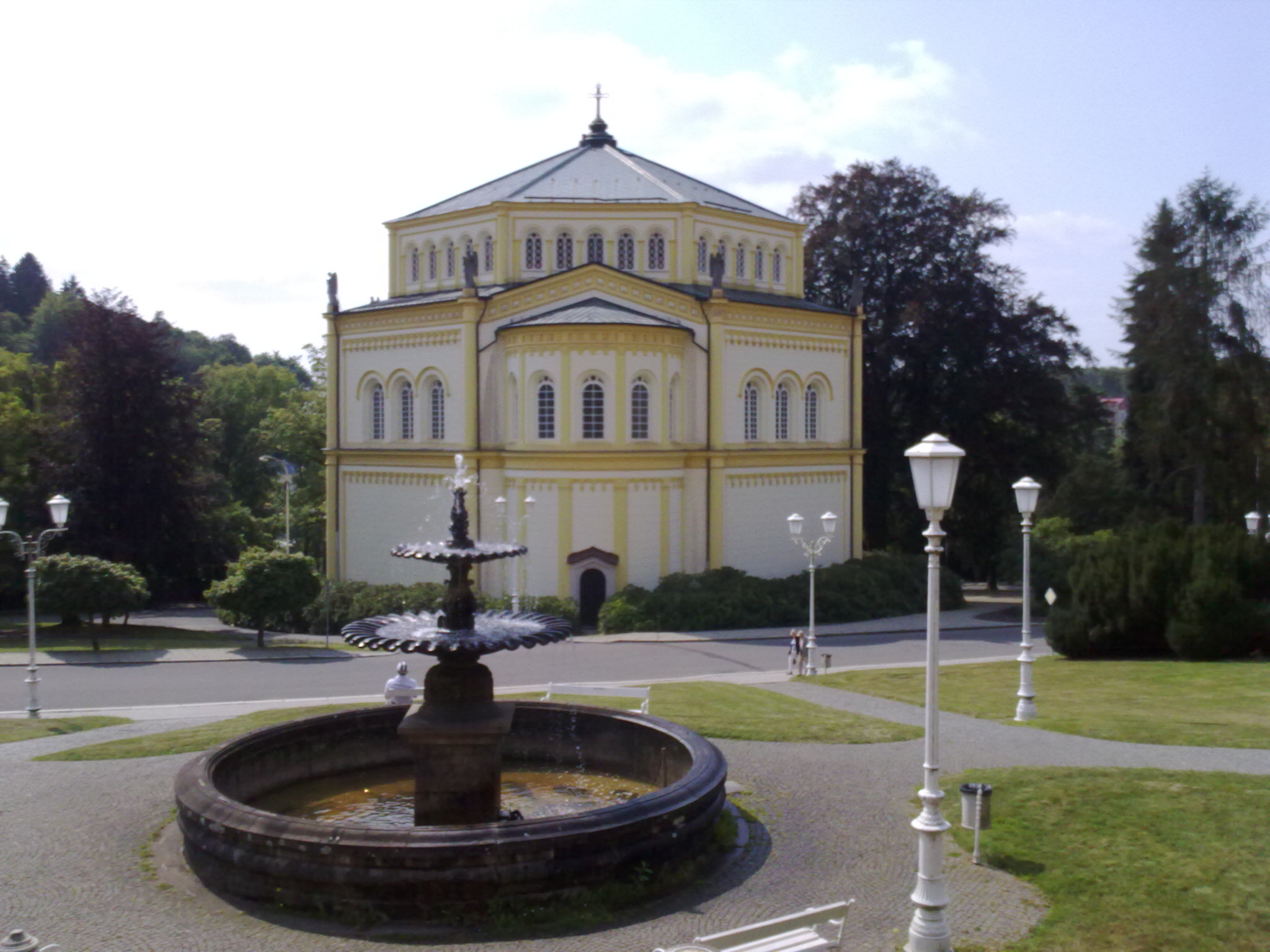
Kašna u kostela na Goethově náměstí
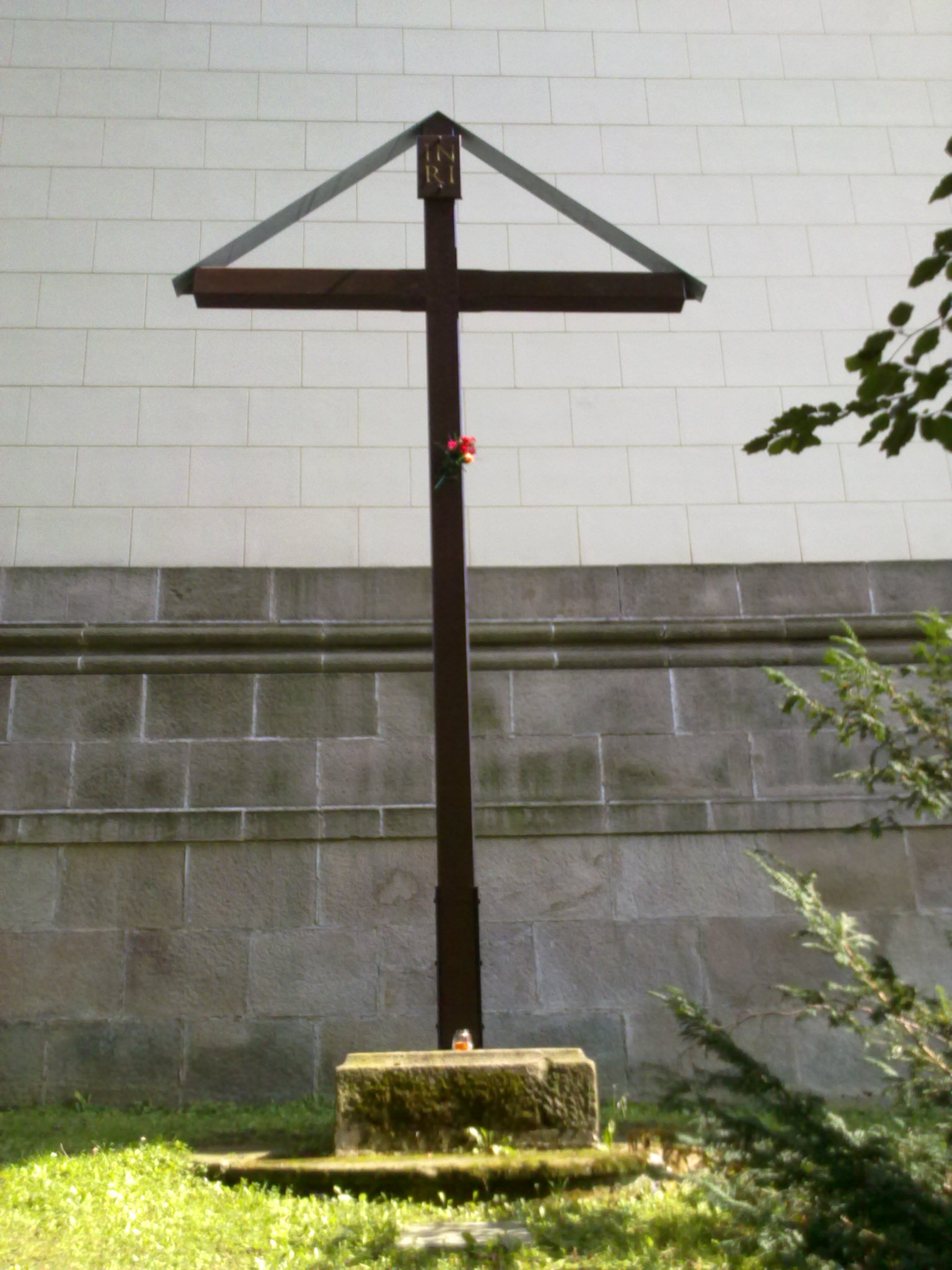
Kříž u zdi kostela